# مقاطعة ترانسنيستريا
مقاطعة ترانسنيستريا (بالرومانية: Guvernământul Transnistriei) هي منطقة أدارتها رومانيا بين نهر دنيستر ونهر بوك الجنوبي، غزتها دول المحور من الاتحاد السوفيتي خلال عملية بارباروسا، واحتُلت من 19 أغسطس 1941 إلى 29 يناير 1944. يحدها من الغرب نهر دنيستر (الذي يفصلها عن بيسارابيا)، ومن الشرق نهر بوك الجنوبي (الذي يفصلها عن الإدارة العسكرية الألمانية في أوكرانيا)، ومن الجنوب البحر الأسود، وتتألف من منطقة ترانسنيستريا الحالية (التي إذا ما قورنت بالحرب العالمية الثانية فهي عبارة عن شريط صغير على طول ضفة نهر دنيستر) والأقاليم الواقعة شرقاً (مقاطعة أوبلاست أوديسا الحالية شرق دنيستر وجنوب فينيتسا أوبلاست)، وتتضمن ميناء أوديسا على البحر الأسود، الذي أصبح العاصمة الإدارية لترانسنيستريا خلال الحرب العالمية الثانية.
في الحرب العالمية الثانية، سيطرت مملكة رومانيا على ترانسنيستريا للمرة الأولى في تاريخها، وذلك بمساعدة ألمانيا النازية. وفي أغسطس 1941، أقنع أدولف هتلر يون أنتونيسكو بالسيطرة على أرضها كبديل لشمال ترانسيلفانيا، التي احتلها ميكلوش هورتي من المجر بعد منحة فيينا الثانية. على الرغم من أن إدارتها أصبحت رومانية، لكن مملكة رومانيا لم تدمج ترانسنيستريا رسمياً ضمن إطارها الإداري؛ كانت حكومة أنتونيسكو الصديقة للنازية تأمل بضم المنطقة في نهاية المطاف، لكن التطورات على الجبهة الشرقية حالت دون ذلك.

## الاحتلال الروماني لترانسنيستريا
حتى 26 يوليو 1941، أخرج الجيش الروماني الجيش السوفيتي من بيسارابيا، التي كانت أرضًا رومانية احتلها الاتحاد السوفيتي في يونيو 1940. أرادت ألمانيا النازية أن تتحالف مع رومانيا في الحرب ضد الاتحاد السوفيتي. ولكن رومانيا كانت راضية عن استعادة أراضيها فقط. ولتسهيل إقناع ديكتاتور رومانيا آنذاك، يون أنتونيسكو، أمر هتلر الجيش الألماني بالتقدم إلى أوكرانيا من الشمال إلى الجنوب، على الطريق الشرقي لنهر بوك الجنوبي، بهدف محاصرة القوات السوفيتية بين نهري دنيستر وبوك الجنوبي. وهكذا تبقى لجيش أنتونيسكو مهمة بسيطة: هزيمة قوات الجيش الأحمر المحاصرة والمتراجعة في منطقة محددة بدقة. أمر أنتونيسكو الجيش الروماني الرابع أن يقوم بهذه المهمة.
خلال الأسبوع الأول من التقدم، في منتصف أغسطس 1941، سيطرت القوات الرومانية على جميع أنحاء المنطقة دون قتال، باستثناء منطقة صغيرة حول أوديسا. في ذلك الوقت، كان لدى الرومانيين 60 ألف جندي لغزو المدينة ضد 34 ألفًا يدافعون عنها. ومع ذلك، فإن التنظيم الضعيف، والقيادة السطحية، جعلا من الهجوم تخبطًا عسكريًا. واستغلالًا لهذا النجاح، أوقف السوفييت إخلاء المدينة عن طريق البحر وأرسلوا بدلاً من ذلك التعزيزات، ورفعت القوات السوفيتية حتى 100 ألف. وأجبر الرومانيون على مضاعفة أعدادهم أيضًا. على الرغم من أن الضباط الرومان من الرتب المنخفضة والمتوسطة أظهروا نجاحات واضحة أحيانًا، في بعض الأجزاء الصغيرة من الخطوط الأمامية، كان التنظيم العام للحصار كارثيًا بالنسبة للرومانيين، وطُرد العديد من الجنرالات إثر ذلك. وفي النهاية، بعد شهرين من الحصار، سيطر الجيش الروماني على المدينة بثمن باهظ كان 92،545 ضحية. مع أن عدد الضحايا الرومانيين كان أكبر في معركة ستالينغراد، ولكنهم كانوا يواجهون عدوًا متفوقًا بالعدد والتقنية آنذاك. على الرغم من أن السوفييت غادروا المدينة في نهاية المطاف، إلا أنهم تمكنوا من منع قوة أكبر للعدو عبر قوة أصغر، وإلحاق خسائر كبيرة بالمهاجمين. وكانت هذه النتيجة مهمة بشكل خاص، لأن القيادة العليا السوفيتية أمرت منذ البداية بهجر المدينة. وفي نهاية الحرب، حازت مدينة أوديسا لقب مدينة بطلة.
بمجرد دخول القوات الرومانية إلى أوديسا، أسسوا مقرين لفرقتين لهم في مبنى المفوضية الشعبية للشؤون الداخلية (إن كيه فّي دي) المحلي. ولكن المبنى كان مفخخًا بالألغام من قبل السوفييت، الذين فجروه، ما أسفر عن مقتل أكثر من 100 عضو تابعين لمقرات الفرق الرومانية، بينهم ما يقرب من 50 ضابطًا، وذلك أدى إلى شل نشاط القسمين لمدة أسبوعين. ردًا على ذلك، أمر يون أنتونيسكو باعتقال وقتل المدنيين المشتبه بمساعدتهم للجيش الأحمر. وعندما أصبح من الواضح أن تحديد الأفراد المسؤولين مباشرة عن الحادث سيكون مستحيلًا تقريبًا، أمر أنتونيسكو بقتل اليهود. وأسفرت المجزرة التي أعقبت ذلك عن مقتل 19 ألف مدني، معظمهم لا علاقة لهم بالعمل العسكري. ورُحل عدد إضافي من يهود أوديسا إلى الأحياء اليهودية ومعسكرات الاعتقال في النصف الشمالي من المنطقة.
كانت الحركة الحزبية، المكونة من 300 شخص، نشطة في سراديب أوديسا طوال فترة الاحتلال. وتمكنت من تنظيم اتصال ممتاز مع المقر الحزبي في موسكو. نصح أنتونيسكو باستخدام الغازات السامة لقتل من في السراديب، ولكن خوفًا من الآثار العامة لهذا الفعل، قرر الامتناع عنه. في نهاية المطاف، تمكن الرومانيون من قتل عدد كبير من الحزبين بمساعدة بعض الحزبين الذين غيروا ولاءهم وكشفوا عن الحركة عبر السراديب. ومع ذلك، لم تطهر السراديب بالكامل تمامًا، وحافظ الحزبيون على حركة مقاومة مستمرة حتى عودة الجيش الأحمر.